# Perfect (Simple Plan)
Perfect è il quarto e ultimo singolo estratto dall'album di debutto dei Simple Plan No Pads, No Helmets... Just Balls. Prima della pubblicazione di Summer Paradise (2012), era il singolo di maggior successo della band in Australia e negli Stati Uniti.

## Video musicale
La canzone parla delle pressioni che ci si fa nel provare ad essere il figlio perfetto, semplicemente per rendere il padre orgoglioso. Il video mostra la band suonare sul tetto di una casa e degli adolescenti nelle proprie stanze che cercano appunto di sfuggire alla pressione che provano.

## Tracce
CD
1. Perfect - 4:41

CD canadese
1. Perfect - 4:41
2. Perfect (acoustic) - 4:06
3. Happy Together - 2:31

## Formazione
- Pierre Bouvier - voce
- Jeff Stinco - chitarra solista
- Sébastien Lefebvre - chitarra ritmica, voce secondaria
- David Desrosiers - basso, voce secondaria
- Chuck Comeau - batteria, percussioni

## Classifiche
| Classifica (2004) | Posizione |
| ----------------- | --------- |
| Australia         | 6         |
| Brasile           | 1         |
| Canada            | 5         |
| Nuova Zelanda     | 14        |
| Stati Uniti       | 24        |